# Fuchū-shuku

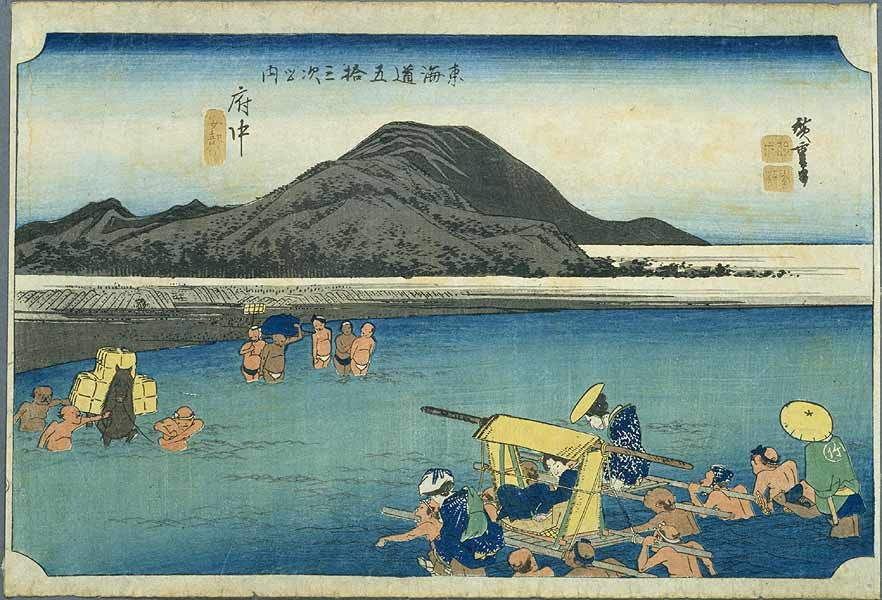
Fuchū-shuku dans les années 1830, estampe de Hiroshige de la série des Cinquante-trois Stations du Tōkaidō.

Pour les articles homonymes, voir Fuchu (homonymie).
Fuchū-shuku (府中宿, Fuchū-shuku) était la dix-neuvième des cinquante-trois stations du Tōkaidō de la route du Tōkaidō. Elle est localisée en un lieu qui fait maintenant partie de la zone d'Aoi-ku de Shizuoka, dans la préfecture de Shizuoka au Japon.

## Histoire
La shukuba (station, ou relais) de Fuchū-shuku était également une jōkamachi (ville-château) pour le château de Sunpu situé dans l'ancienne province de Suruga.

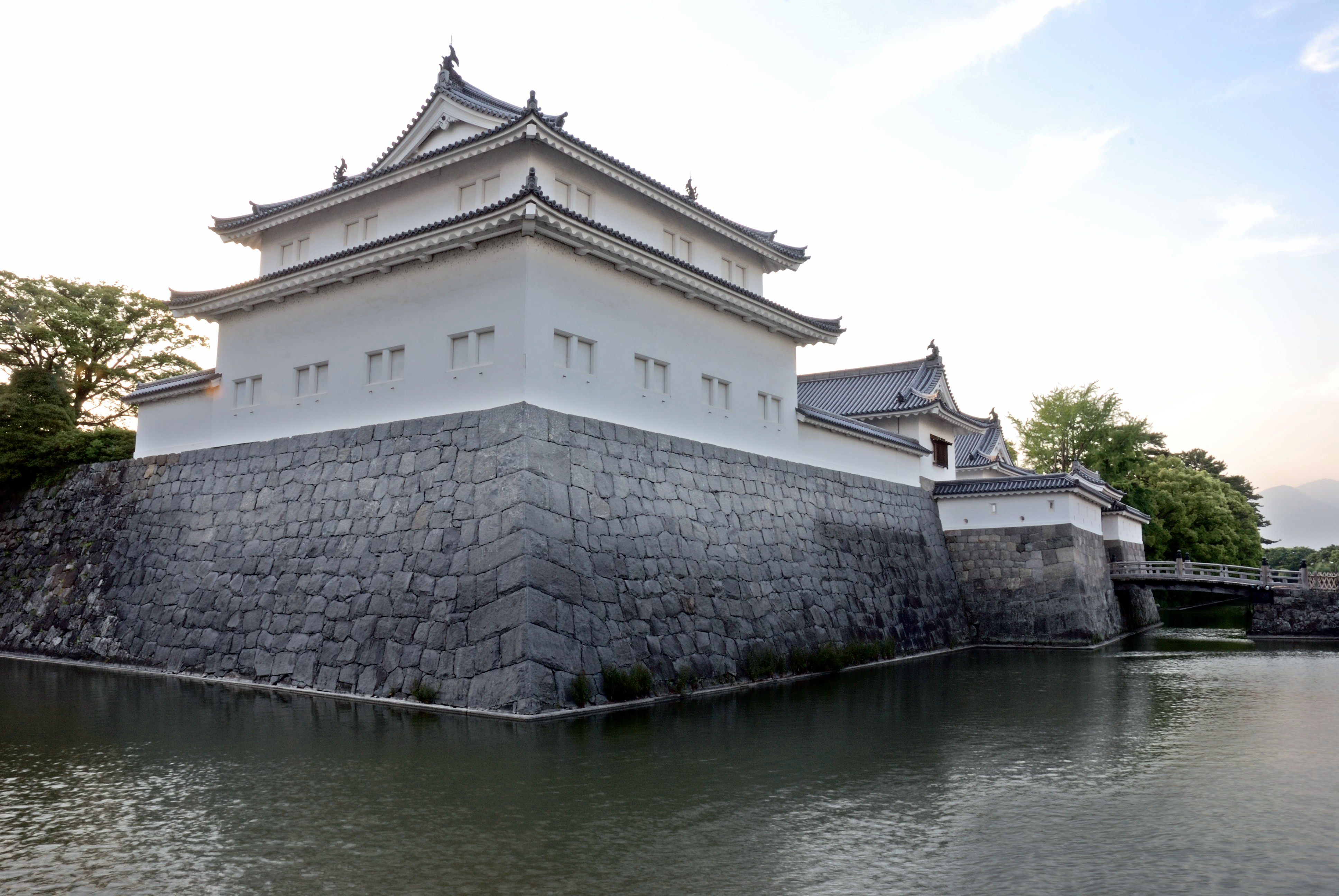
Château de Sunpu.

L'estampe classique de Hiroshige (édition Hoeido, 1831-1834) représente des voyageurs traversant la rivière Abe à l'ouest de la station. Une femme est portée dans un kago pendant que d'autres personnes traversent le courant à gué.